# Макс Манус (фильм)
«Макс Манус» (норв. Max Manus) — кинофильм режиссёров Йоахима Рённинга и Эспена Сандберга, вышедший на экраны в 2008 году. Фильм рассказывает о деятельности одного из лидеров норвежского антифашистского подполья Макса Мануса.

## Сюжет
Макс Манус (Аксель Хенни) возвращается из Финляндии, где участвовал в качестве добровольца в советско-финской войне. К лету 1940 года Норвегия оказывается практически полностью оккупирована немецкими войсками. Макс решает начать борьбу и для начала организует выпуск подпольной газеты-листовки. Однако недостаточное владение методами конспирации приводит к тому, что вскоре в его доме появляются сотрудники гестапо. Скрываясь, Макс прыгает из окна и получает серьёзные травмы. Пока он находится в больнице, его друзья организуют побег и переправляют его сначала в Швецию, а оттуда в Шотландию, где организован лагерь подготовки норвежских патриотов-диверсантов, настоящих профессионалов подпольной деятельности. Первым заданием Макса и его соратников становится подрыв нескольких немецких кораблей в порту Осло.

## В ролях
- Аксель Хенни — Макс Манус
- Агнес Киттельсен — Ида Николина Линдебрекке (Тиккен)[англ.]
- Николай Клеве Брош — Грегерс Грам
- Кен Дукен[англ.] — Зигфрид Фемер[англ.]
- Кристиан Рубек[норв.] — Колбейн Лауринг[англ.]
- Кнут Йонер[норв.] — Гуннар Сёнстебю
- Матс Эльдёэн[норв.] — Эдвард Таллаксен[англ.]
- Виктория Винге[англ.] — Сольвейг Йонсруд
- Пол Сверре Валхейм Хаген — Рой Нильсен[англ.]
- Петтер Несс — Мартин Линге

## Награды и номинации
- 2009 — 7 национальных премий «Аманда»: лучший фильм (Свейнунг Голимо, Йон Якобсен), лучший сценарий (Томас Нордсет-Тиллер), лучший актёр (Аксель Хенни), лучшая актриса второго плана (Агнес Киттельсен), лучшая операторская работа (Гейр Хартли Андреассен), лучший звук, премия «Выбор публики».
- 2009 — 4 номинации на премию «Аманда»: лучшая режиссура (Йоахим Рённинг, Эспен Сандберг), лучший актёр второго плана (Николай Клеве Брош), лучший монтаж (Андерс Рефн[англ.]), лучшая работа художника (Карл Юлиуссон[англ.]).